# پاکود (مجارستان)
پاکود (به مجاری:  Pátyod) یک منطقهٔ مسکونی در مجارستان است که در ناحیه چنگر واقع شده‌است. پاکود ۹٫۰۵ کیلومتر مربع مساحت و ۶۶۳ نفر جمعیت دارد.